# 向き
数学における実ベクトル空間の向き（むき、orientation) または向き付けとは、基底の順序付き組に対し「正」の向きまたは「負」の向きを指定する規約のことである。3次元ユークリッド空間における2種類の向きはそれぞれ右手系や左手系（あるいは右キラル・左キラル）と呼ばれる。しばしば右手系が正の向きにとられるものの、右手系を負の向きとするような向き付けももちろんありうる。
実ベクトル空間における向きの概念を基礎として、実多様体などの様々な幾何学的対象にも向きを考えることができる。

## 定義
Vを（0でない：とくに断らない限り以下同様）実ベクトル空間とし、b1 = (b1(1)…b1(n)), b2 = (b2(1)…b2(n))をVにおける二つの（順序付き）基底とする。線形代数の基礎的な結果によって、正則線形変換 A : V → V でb1をb2に移すようなものが一意的に存在する。Aの行列式が正のとき、b1 と b2は同じ向きを持つと言われる。そうでない場合にはこれら二つの基底は逆の向きを持つと言われる。同じ向きを持つという関係は基底の集合上に同値関係を定めており、Vが 0 次元でなければこの同値関係はちょうど二つの同値類を持つことになる。V上の向き付けとはこのうち片方に +1 を振り他方に -1 を振る割り当てのことである。
それぞれの基底は上の同値類のどちらか一方に入っているので、Vの基底のうち正の向きとするものを一つ選ぶことによって向き付けが与えられる。このとき、選ばれた基底と同じ同値類にある基底が正の向きを持つことになる。例えば、Rnの標準基底によってRnの標準的な向き付けが与えられ、さらに、VからRnへの線形同型を選ぶことによってRnの標準的な向きに対応するV上の向きを決めることができる。
向きを考える際に、基底をなすベクトルを並べる順番は重要になる。基底をなすベクトルの順番を変えることに対応する置換が偶置換か奇置換かによって順番を並べ替えて得られる基底がもとのものと同じ向きを持つか逆の向きを持つかが決まる。

## 異なった定式化

### 多重線形代数を用いた向きの定式化
n 次元のベクトル空間 V に対して、その n次外積 ΛnV を考えることができるが、これは1次元の実ベクトル空間になっている。この直線上に向きを定めることが V の向きを定めることになる。ΛnV 上には「元々」決まった向きというものはないので、この向きの選択は恣意的なものである。ΛnV 上の向きはその 0 でないベクトル {\displaystyle {\hat {\omega }}} を一つ選ぶことによっても指定することができる。
この方法による向きの定式化と始めに導入された基底による向きの定式化の関係は、線型写像
{\displaystyle \omega \colon \bigwedge ^{n}V\rightarrow \mathbb {R} ,t{\hat {\omega }}\mapsto t}
によって与えられる。考えている向き付けにおいて ω が（順序付き）基底の集合の上に定める写像（ωが交代n形式なのでn個の順序づけられたベクトルに対し ω は実数値を与える）によって与えられる。ω が正の値を与えるような基底が、正の向きを持った基底だと言うことができる。{\displaystyle {\hat {\omega }}}は体積要素、ω は体積形式とも呼ばれる。(ei)i = 1nが正の向きを持つ基底のとき、対応する体積要素は e1∧e2∧…∧en になる。
ここでの向きの定式化と基底の変換行列の行列式との関係は、V上の線形変換の行列式が最高次外積上に引き起こすスカラー作用と理解できることによって与えられる。 

## 多様体の向き
ベクトル空間の向きの拡張として、実多様体の向きを考えることができる。可微分実多様体 M の各点 p に対して、そこでの接空間TpM を考えることができるが、これらについてそれぞれ向き付けを与えることができる。Mの向き付けとは、このような接空間それぞれの向き付けであってMの点に対し「連続的に」変化するもののことである。多様体の中にはn 次元球面 Sn のように向き付けを与えることのできるものもあれば、偶数次元の実射影空間 R P2n のように向き付けを与えることが不可能なものもある。

### 向き付け可能
多様体の向き付けの概念は接束の構造群によっても言い表すことができる。この流儀によれば、一般にはGLn(R)である接束（または枠束）の構造群を行列式が正の可逆行列からなる群 GLn+(R) に簡約できるときに多様体は向き付け可能だということになる。具体的には、ユークリッド空間における開球を向きを保つような座標変換で張り合わせて得られるような多様体が向き付け可能になる。
多様体 M の各点 p に対して無限巡回群
{\displaystyle H_{n}(M,M\setminus \{p\};\mathbb {Z} )}
を与えることによって M 上の局所系が得られる。対応する層は Mの向きの層 (orientation sheaf) と呼ばれ、これが自明になることが M が向き付け可能なことと同値である。上の巡回群における生成元を一つ選ぶことが p のまわりの向き付けを与えることに対応している。
ホモロジーを用いることで局所的な向きによらずにコンパクト多様体の向き付け可能性を定義することができる。境界付き n 次元多様体 M はその最高次相対ホモロジー群 {\displaystyle H_{n}(M,\partial M;\mathbb {Z} )} が非自明なとき、およびそのときに限って向き付け可能になる。多様体の三角形分割を考えれば、この条件は最高次の単体たちに貼り合わせ条件を満たすような統一的な向きを入れられるかどうかを考えていることになる。

### 向き付け不能
n 次元多様体 M が向き付け可能でない場合にはM の中で n 次元の球を移動させてもとの位置に帰ってきたときにはじめの向きから反転しているようにできるということである。従って、M が向き付け不可能なことと、n - 1 次元の球 Dn - 1 と単位区間 [0, 1] の直積を、Dn - 1 × {0} と Dn - 1 × {1} とを向きを逆にして貼り合わせたものが M の中に含まれていることが同値になる。たとえばメビウスの帯などがこの状況をよく表している。